# Cendrillon (film espagnol, 1950)
Pour les articles homonymes, voir Cendrillon.
Pour plus de détails, voir Fiche technique et Distribution.
Cendrillon (Érase una vez) est un long métrage d'animation espagnol réalisé par Alexandre Cirici-Pellicer sorti en 1950, soit la même année que la Cendrillon des studios Disney.
Le film est une adaptation du conte de Charles Perrault Cendrillon.

## Fiche technique
- Titre : Cendrillon
- Titre original : Érase una vez
- Réalisation : Alexandre Cirici-Pellicer
- Scénario : Javier González Álvarez, Alexandre Cirici, Flora Monteys, Rafael Ferrer, José Escobar
- Musique : Rafael Ferrer-Fitó
- Production : José Bennet Morell pour Estela Films, SA
- Pays d'origine :  Espagne
- Format : couleurs Cinefotocolor - 35 mm
- Genre : film d'animation, fantastique
- Durée : 90 minutes
- Date de sortie : 18 décembre 1950 à Barcelone

## Musique du film
Les chansons sont interprétées par la Cobla de Barcelone, celle de Molins, la Capilla Clásica Polifónica et le quartet vocal Orpheus, et la musique par l'Orchestre de la Radio nationale espagnole.

## Commentaires
Cette version du conte n'eut aucune chance face à la production des studios Disney, qui contribuèrent à sa déconfiture comme ils l'avaient déjà fait pour le film franco-britannique Alice au pays des merveilles, un autre rival potentiel.
Après l'envol créatif des années 1940, avec des films tels que Garbancito de la Mancha et sa suite Alegres vacaciones, le cinéma d'animation espagnol connaît dans les années 1950 une sorte de traversée du désert, si l'on excepte Los Sueños de Tay-Pi — un film perdu — et quelques courts métrages publicitaires ou didactiques.

## Distinctions
- 1950 : Premier prix, mention d'honneur au Festival de Venise